# 三菱Lancer WRC

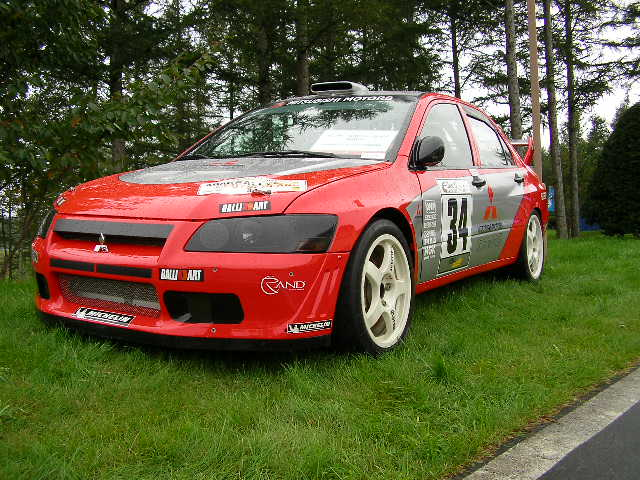
2003年德國拉力賽中克里斯蒂安·索爾伯格所駕駛的Lancer WRC2

三菱Lancer WRC（日语：三菱·ランサーWRC，Mitsubishi Lancer WRC）乃日本三菱汽車為了參加世界拉力錦標賽（（英文）World Rally Championship，以下簡稱WRC）所開發製造的世界拉力錦標賽車輛。

## 概要

### 開發背景
自1993年以三菱Lancer Evolution（以下簡稱EVO）參加WRC以來，三菱汽車開發的ACD主動中央差速器和芬蘭籍賽車手托米·馬基寧的操駕技術取得了成功。可是從1997年起WRC導入「世界拉力錦標賽車輛」之規定，隨著諸多競爭對手在寬鬆的改造範圍內提高戰力，EVO變得難以匹敵，於是2001年三菱決定開發出世界拉力錦標賽車輛。EVO Ⅵ依循規定增大後輪懸吊的可移動距離及改成輕量化飛輪，並於義大利舉行的聖雷莫拉力賽初次登場。
然而，負責開發的貝爾納·林道爾（Bernard Lindauer）所率領的歐洲Ralliart因長期人手不足，導致計劃進展牛步，即便托米·馬基寧擁有良好的駕駛技術也無法開得像A組時期那麼快。翌年在賽程中期的芬蘭站雖然投入改良版的三菱Lancer WRC2，入彎時轉向不足、慢性的牽引力不足等上一代車型曾遇到的問題依然無法獲得解方。在路面較為平坦的紐西蘭站，芬蘭籍賽車手亞尼·帕索寧一度與前五名糾纏不休；然而在其他大部分賽事中，三菱車隊只能與其他後段排名的車隊爭奪前10名。後來三菱在2003年宣布暫時中止參賽，將注意力放在改進車輛上，其開發工作交由曾參與開發標緻206 WRC的工程師馬利歐·福納斯（Mario Fornaris）主導。

### 車輛機械構造
雖然採用和三菱Lancer相同的車身底盤，但是擴大了輪胎與輪拱之間的空間，改善了前代車型欠缺的路面循跡性。為了在最大限度上使用流向車頂的空氣，將大型尾翼設置於後備箱前方。乍看之下像是雙層尾翼，但下層的部分是為了提高上層的高度而設計。下層與後擋風玻璃緊貼，使得空氣無法從下層之下側通過。至於車頭外觀，則是與奧利佛·寶雷設計的三菱Lancer Cedia（俗稱「寶雷臉」）一致。
動力心臟雖仍繼續沿用三菱4G63型引擎，長年以來替三菱開發WRC專用引擎的HKS也重新調校。為了解決A組時期造成困擾的前端過重問題，將引擎往後傾斜，變速箱則採用英國里卡多公司的產品。至於在驅動系統方面，2004年的車型之前、中、後均採用機械式，2005年車型則將中央改成主動式差速器。中央差速器由氣壓控制，但因空氣容量不足而無法進行細緻的操縱，因而三菱內部曾討論過改以其他方法代替。

### 參賽活動始末

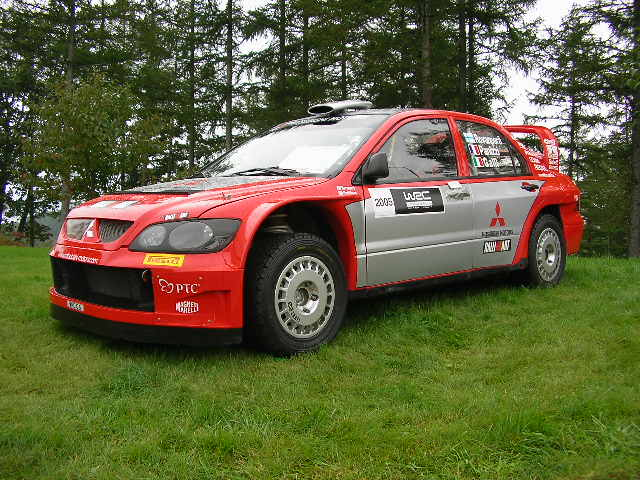
三菱Lancer WRC04

2003年12月開發完成後，遂投入2004年之開幕戰。車隊本來由三菱汽車麾下之動力運動部門Ralliart所組成，後來交由2002年11月成立的三菱汽車動力運動公司（Mitsubishi Motors Motorsports GmbH，縮寫成MMSP）經營。延請法國籍著名的賽車手吉爾斯·潘尼茲出戰蒙特卡洛拉力賽，結果獲得綜合第6名之成績。可惜的是因為車隊人員不足，難以提高車輛的耐用度，開發工作也毫無進展。日本拉力賽尚未開賽前，三菱再度宣布暫停參加；後來在西班牙加泰隆尼亞拉力賽中進入前五名。
記取教訓之後，2005年車型較為重視耐用度，機械式差速器改成電子控制式，變速系統也改為半自動變速箱。車手除了保留潘尼茲之外，另加入芬蘭籍的哈利·羅萬佩雷、義大利籍的吉吉·加里等人。於是潘尼茲在開幕戰中進入睽違已久的前三名，羅萬佩雷在最終站澳大利亞拉力賽也奪下亞軍，整體成績比前一年還要亮眼。然而受到三菱汽車高層決定削減拉力賽預算的影響，使用電磁離合器的主動差速器無法進行開發及測試工作。因此改採兼用壓縮空氣控制主動差速器的半自動變速箱，反而產生各種麻煩問題。不但無法取得好成績，也迫使總工程師福納斯後來掛冠求去。

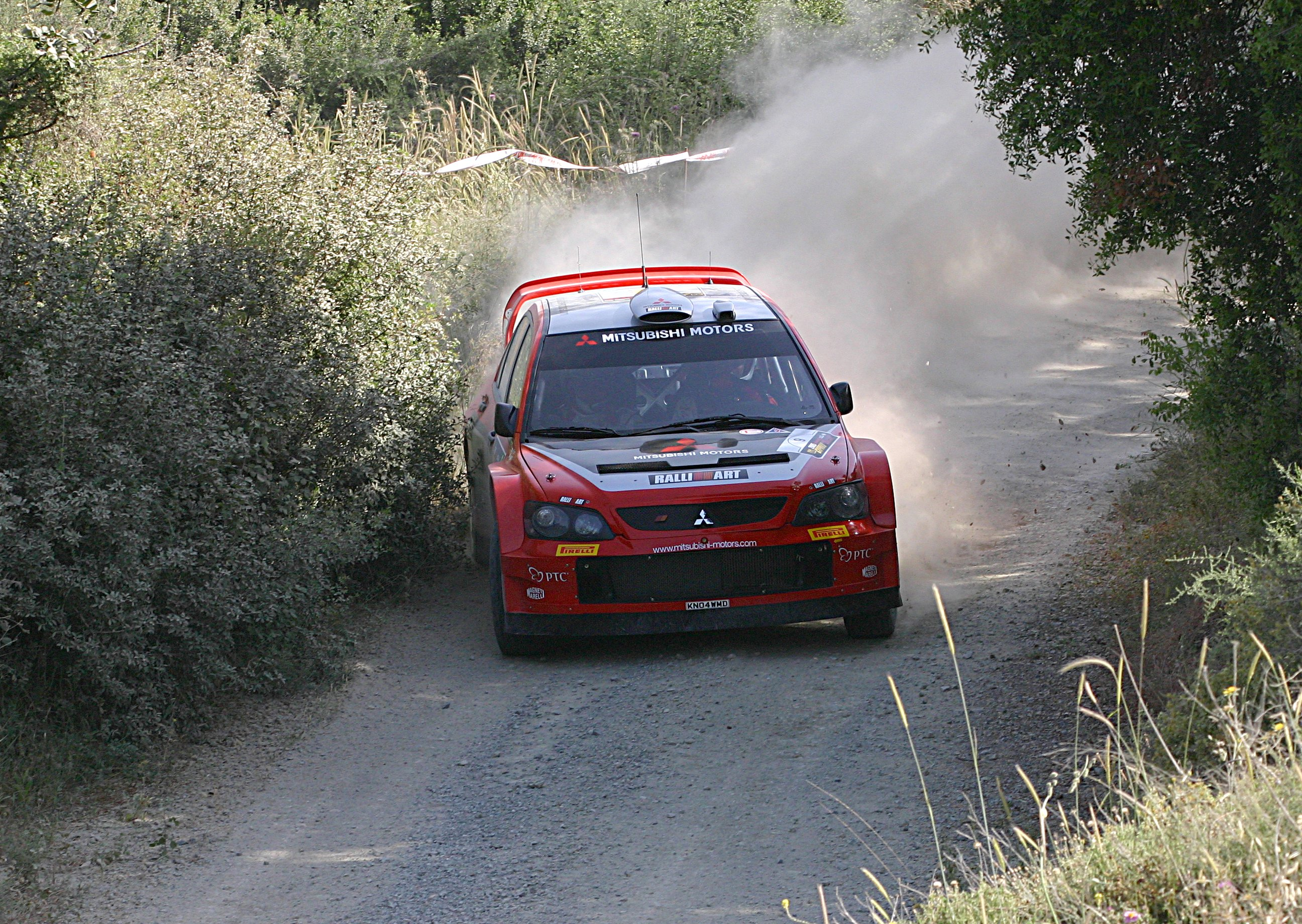
哈利·羅萬佩雷在2005年賽普勒斯拉力賽中駕駛三菱Lancer WRC05

2005年12月三菱汽車為了重整旗鼓又宣布暫停參加WRC，這是該年度第三次。在此同時世界拉力錦標賽車輛的開發工作算是告一段落，不過對於私人賽車車隊的售後服務仍在2006年之後持續著。車輛的小規模開發也未曾停歇，原本預計投入賽事使用的法國BOS懸吊公司（BOS Suspension）製造的減震筒發揮了作用，使得瑞典籍賽車手丹尼爾·卡爾森在2006年度瑞典拉力賽中奪下季軍。2007年度的系列賽中，儘管一開始車輛未獲得主辦單位的認可，但三菱更換改正過的燃油噴嘴及後橫梁支架之後獲得其他車隊的同意始得參加賽事，不過該年度中期MMSP結束了參賽活動。前車隊營運總監約翰·伊斯頓（John Easton）買下MMSP位於英國的工廠，另起爐灶成立了MML Sports公司，進行Lancer WRC05的租賃與銷售業務。後來這款車型在歐洲征戰各場拉力賽事，匈牙利籍賽車手喬鮑·斯彼茨姆勒爾甚至駕著此車型坐上2008年匈牙利拉力賽的冠軍寶座。

## 外部連結
- ランサーエボリューション WRC，存于
- ランサーエボリューション WRC2，存于
- ランサーWRC04，存于
- ランサーWRC05，存于
- （英文）MML Sports （页面存档备份，存于）